# Wappen von Münster
Die Stadt Münster in Westfalen führt neben ihrem Wappen auch Siegel und Flagge. Das Wappen zählt zu den ältesten, die in Deutschland in Gebrauch sind, und enthält daher auch einige Besonderheiten.

## Wappen
Das Wappen der Stadt Münster ist geteilt von Gold, Rot und Silber. Es ist eine Abwandlung des Stiftswappens des Bistums (Gold-Rot-Gold). Andere Quellen sprechen von einer Kombination mit dem Wappen der Hanse (Rot und Silber). Anscheinend wurde es jedoch niemals amtlich festgesetzt, genehmigt oder verliehen.
Das fürstbischöfliche Wappen in Gold-Rot-Gold, dessen erste Träger Konrad von Berg 1309 und Ludwig von Hessen 1310 waren, ist um 1300 als Wappen des Stifts Münster nachgewiesen. Es wird noch heute von der Stadt Werne geführt. Zudem findet es sich unter anderem in den Wappen der Kreise Borken, Coesfeld und Steinfurt. Auch die Wappen von Cloppenburg, Freckenhorst, Meppen, Olfen, Rheine und Weseke sind von Münster abgeleitet, dies gilt ebenso bei den 1816 bis 1974 bestehenden Kreisen Coesfeld, Münster, Steinfurt und Warendorf.

Fürstbischöfliches Wappen
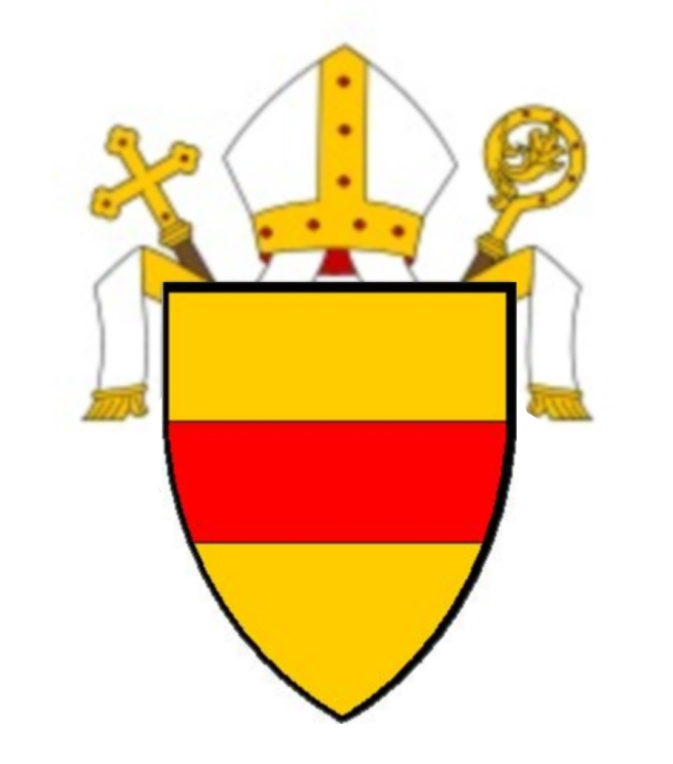
Wappen des Bistums Münster

Die älteste bekannte Darstellung des Stadtwappens stammt aus dem Jahre 1368, zu sehen auf einer Urkunde des Antoniushospitals. Der Siegelstempel, mit dem diese Urkunde erstellt wurde, soll etwa 50 Jahre älter gewesen und zur Zeit der Gründung des Hospitals entstanden sein, wahrscheinlich vor 1320. Die erste farbige Abbildung des Stadtwappens ist aus dem 15. Jahrhundert überliefert. Gelegentlich ist noch eine Version zu sehen, in der das goldene Feld gepunktet und der rote Balken senkrecht schraffiert ist. Das war eine Lösung aus der Zeit, bevor Farbdruck möglich war. Das Wappen der Stadt Münster stellt insofern eine Besonderheit dar, als es im Gegensatz zu den meisten anderen Wappen nicht vom Stadtsiegel abgeleitet wurde.
Das 1928 offiziell angenommene große Wappen zeigt einen von Gold, Rot und Silber geteilten Schild mit blau-silbernem Spangenhelm und Halskette sowie einem Medaillon in der Mitte, beide silbern, Helmwulst blau-silbern, Helmzier ein gold-rot-silbern geteiltes Schirmbrett mit 17 Spitzen, Helmdecken rot-golden und Schildhalter mit zwei dem Schild zugewandten, stehenden, goldenen, rot bezungten und bewehrten Löwen. Die Löwen werden auf die Mitte des 16. Jahrhunderts datiert.
Bis ins 16. Jahrhundert hinein wurden statt der Löwen teilweise auch Greifen geführt. In anderen Darstellungen hielt nur ein widersehender Löwe den Schild. Beide Arten lassen sich an Fassaden der Häuser auf dem Prinzipalmarkt entdecken. So ist am Historischen Rathaus die Version mit einem Greif zu sehen, der das Wappen als Schild hält.
Auch auf dem Gemälde Einzug des holländischen Gesandten Adriaan Pauw in Münster von Gerard ter Borch ist es in vereinfachter Form wie ein Ortsschild an einem Baum befestigt.

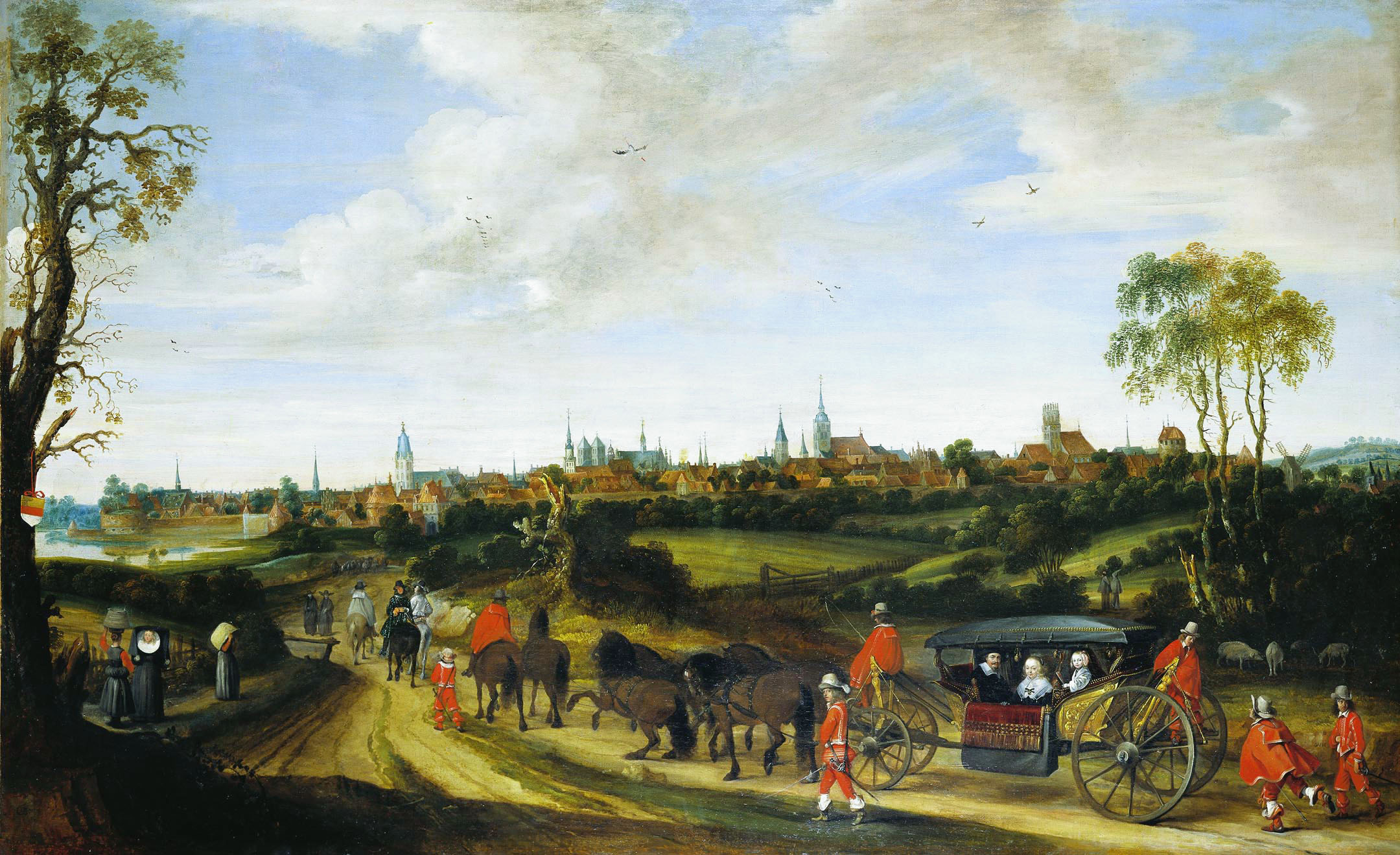

## Siegel

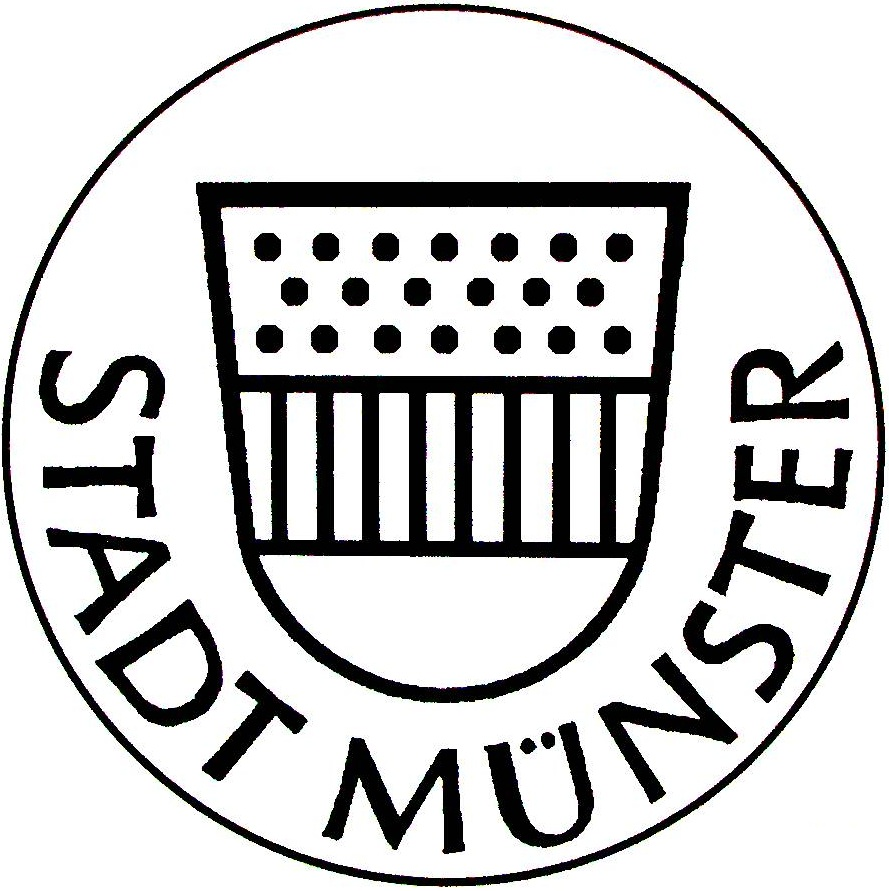
Münsteraner Stadtsiegel

Das im Gebrauch befindliche Siegel der Stadt Münster zeigt das münstersche Balkenwappen mit der alternativen Tingierung in Form von Punkten für Gold und senkrechten Streifen für Rot. Umschrieben ist es im unteren Halbkreis mit STADT MÜNSTER. Es unterscheidet sich damit stark vom ersten Siegel, welches um das Jahr 1231 als Abdruck auf einer Urkunde nachweisbar ist.
Die historischen Großen Stadtsiegel Münsters zeigten vom 13. bis 16. Jahrhundert ein Stadttor mit Wehrturm, dahinter eine ummauerte Stadt. Die Umschrift lautete SIGILLVM CIVITATIS MONASTERIENSIS („Siegel der münsterschen Bürgerschaft“).
Die verborgene Rückseite bei Wachsabdrücken, das sogenannte Kleine Stadtsiegel oder Sekretus, zeigte ein Brustbild des heiligen Paulus mit Schwert sowie Heiligenschein und ist erstmals für 1277 überliefert. Es war umschrieben mit SECRETVM CIVITATIS MONASTERIENSIS (Sekret der Stadt Münster). Allerdings sind auch andere Formen überliefert, in denen sich die Umschreibung unterscheidet. So existierte eine Version des Sekretsiegels, das mit SANCTUS PAVLVS APOSTOLVS umschrieben war. 

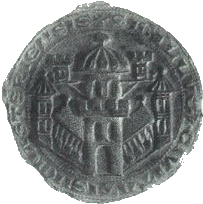
Stadtsiegel im 13. Jahrhundert
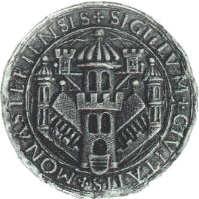
Stadtsiegel 1535
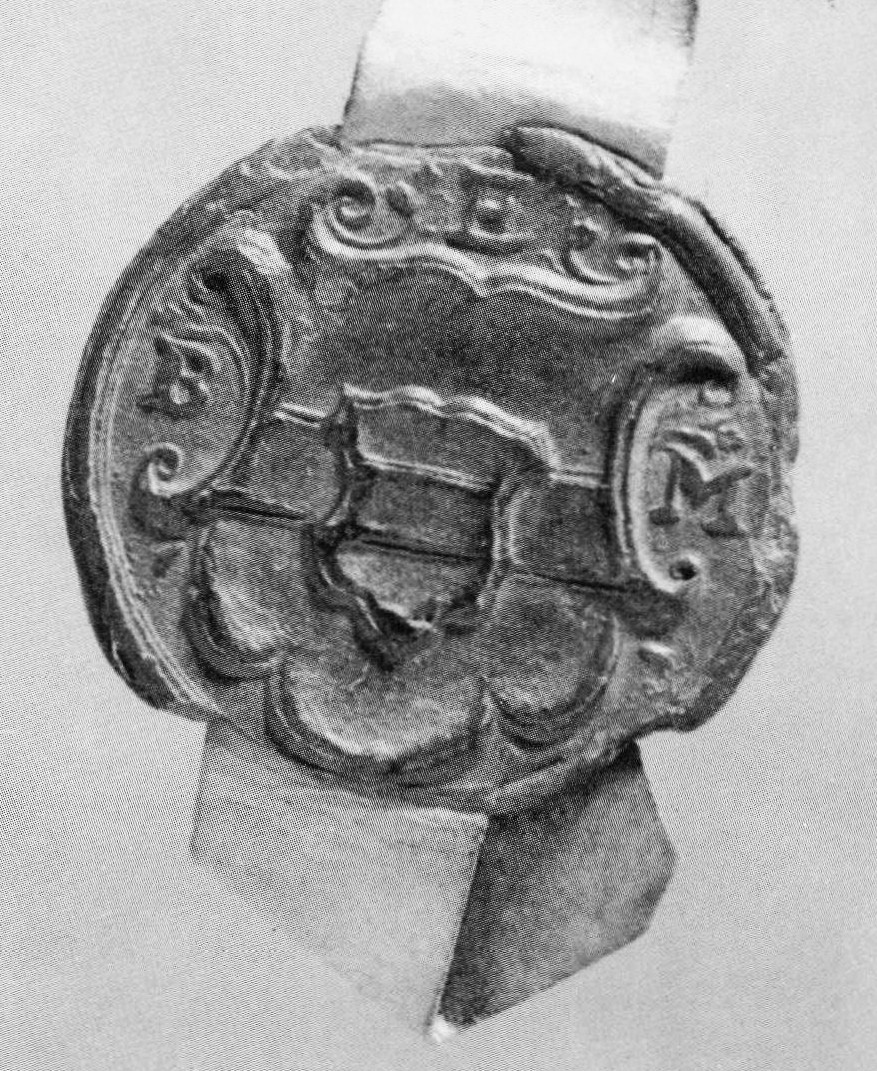
1560: Siegel des Bernhard von Raesfeld, Fürstbischof von Münster

Die beiden Stadtsiegel wurden im Jahre 1534 von den Täufern vernichtet. Nach der Niederlage der Täufer und der Übernahme der Stadt durch Fürstbischof Franz von Waldeck wurde ab 1536 ein neues Siegel in Gebrauch genommen, welches dem alten sehr ähnlich war. Es zeigte nach wie vor die Stadtansicht, jedoch ergänzt durch das fürstbischöfliche Balkenwappen im Stadttor. Ab den 1560er Jahren verlor es an Bedeutung, als Urkunden mit aufgedrückten Lacksiegeln anstelle von anhängenden Wachssiegeln verwendet wurden. Es wurde 1776 verkauft und vermutlich eingeschmolzen.
Auch das nach der Niederlage der Täufer neu angefertigte Kleine Siegel blieb in der grundsätzlichen Darstellung ebenfalls identisch, lediglich angepasst an den Stil des 16. Jahrhunderts, jedoch ebenfalls versehen mit dem fürstbischöflichen Balkenwappen. Ab den 1560er Jahren übernahm es langsam die Siegelfunktion des großen Siegels, seit Anfang des 17. Jahrhunderts war es ausschließlich als Stadtsiegel in Gebrauch. Es war bis zur Auflösung des Hochstifts Münster im Jahre 1802 im Einsatz und wird im Stadtmuseum Münster verwahrt.
Das Siegel des Bernhard von Raesfeld (* 1508, † 1574), Fürstbischof zu Münster 1557–1566, vereinigt das Wappen des Hochstifts Münster (roter Balken in Gold) mit dem Stammwappen derer von Raesfeld (blauer Balken in Gold).

## Flagge

Flagge der Stadt Münster

Großes Banner der Stadt Münster

Neben dem Siegel und dem Wappen führt die Stadt Münster auch noch eine Flagge. Auch bei ihr erfolgte anscheinend keine offizielle Genehmigung oder Verleihung, so dass als Quelle hierfür nur eine Vorlage der Stadt dient. Wie schon beim Wappen existieren zwei unterschiedliche Flaggen mit jeweils gleich breiten Streifen. Die reguläre Flagge orientiert sich an den im Wappen genutzten Farben und besteht aus drei Längsstreifen mit den Farben Gelb, Rot und Weiß. Daneben existiert eine Prunkversion, längsgestreift in Gelb, Rot, Weiß, Rot und Gelb mit dem großen Wappen der Stadt in der Mitte. Die beiden gelben und der weiße Streifen sind am unteren Ende zusätzlich mit roten Lätzen versehen.